# Віллі Саньоль
Ві́ллі Саньйо́ль (фр. Willy Sagnol; нар. 18 березня 1977 року, Сент-Етьєн, Франція) — колишній французький футболіст, захисник. Виступав за клуби «Сент-Етьєн», «Монако» та «Баварія», також за збірну Франції. Срібний призер чемпіонату світу 2006 року, володар двох кубків конфедерацій і багатьох інших трофеїв. Нині — футбольний тренер. З лютого 2021 року — головний тренер збірної Грузії.

## Кар'єра гравця
Не виходив на поле у складі «Баварії» з літа 2008 року, а на початку 2009 року оголосив про завершення кар'єри через травми ахіллового сухожилля.

## Кар'єра в збірній
За збірну Франції Саньйоль дебютував 15 листопада 2000 року в матчі з Туреччиною (4:0 на користь збірної Франції)
Статистика виступів на чемпіонатах світу та Європи:
- Чемпіонат світу 2002 — 0 матчів (у заявці)
- Чемпіонат Європи 2004 — 2 матчі
- Чемпіонат світу 2006 — 3 матчі
- Чемпіонат Європи 2008 — 6 матчів

## Досягнення
«Монако»
- Чемпіон Франції: 2000
- Володар Суперкубка Франції: 1997

«Баварія»
- Чемпіон Німеччини: 2001, 2003, 2005, 2006, 2008
- Володар кубка Німеччини: 2003, 2005, 2006, 2008
- Володар кубка німецької ліги: 2000
- Переможець Ліги чемпіонів: 2001
- Володар Міжконтинентального кубка: 2001

Збірна Франції
- Володар Кубка конфедерацій: 2001, 2003
- Віце-чемпіон світу: 2006

## Особисте життя
Саньйоль одружений, має чотирьох дітей. Він - двоюрідний брат телеведучої Алессандри Сюбле.

## Статистика
Станом на 28 грудня 2008
| Чемпіонат         | Чемпіонат         | Чемпіонат         | Ліга | Ліга                                 | Кубок           | Кубок           | Кубок ліги           | Кубок ліги           | Континет. змаг. | Континет. змаг. | Всього | Всього |
| Сезон             | Клуб              | Ліга              | Ігри | Голи                                 | Ігри            | Голи            | Ігри                 | Голи                 | Ігри            | Голи            | Ігри   | Голи   |
| Франція           | Франція           | Франція           | Ліга | Ліга                                 | Кубок Франції   | Кубок Франції   | Кубок Ліги           | Кубок Ліги           | Європа          | Європа          | Всього | Всього |
| ----------------- | ----------------- | ----------------- | ---- | ------------------------------------ | --------------- | --------------- | -------------------- | -------------------- | --------------- | --------------- | ------ | ------ |
| 1995-96           | Сент-Етьєн        | Ліга 1            | 10   | 0                                    |                 |                 |                      |                      | -               | -               |        |        |
| 1996-97           | Сент-Етьєн        | Ліга 2            | 36   | 1                                    |                 |                 |                      |                      | -               | -               |        |        |
| 1997-98           | Монако            | Ліга 1            | 25   | 0                                    |                 |                 |                      |                      | 8               | 0               |        |        |
| 1998-99           | Монако            | Ліга 1            | 20   | 0                                    |                 |                 |                      |                      | 4               | 0               |        |        |
| 1999-00           | Монако            | Ліга 1            | 26   | 0                                    |                 |                 |                      |                      | 6               | 0               |        |        |
| Німеччина         | Німеччина         | Німеччина         | Ліга | Ліга                                 | Кубок Німеччини | Кубок Німеччини | Кубок німецької ліги | Кубок німецької ліги | Європа          | Європа          | Всього | Всього |
| 2000-01           | Баварія (Мюнхен)  | Бундесліга        | 27   | 0                                    | 1               | 0               | 1                    | 0                    | 14              | 0               | 43     | 0      |
| 2001-02           | Баварія (Мюнхен)  | Бундесліга        | 28   | 1                                    | 1               | 0               | 0                    | 0                    | 12*             | 0               | 41     | 1      |
| 2002-03           | Баварія (Мюнхен)  | Бундесліга        | 23   | 2                                    | 5               | 1               | 1                    | 0                    | 4               | 0               | 33     | 3      |
| 2003-04           | Баварія (Мюнхен)  | Бундесліга        | 21   | 1                                    | 3               | 0               | 0                    | 0                    | 6               | 0               | 30     | 1      |
| 2004-05           | Баварія (Мюнхен)  | Бундесліга        | 22   | 1                                    | 4               | 0               | 0                    | 0                    | 7               | 0               | 33     | 1      |
| 2005-06           | Баварія (Мюнхен)  | Бундесліга        | 31   | 1                                    | 5               | 0               | 1                    | 0                    | 7               | 0               | 44     | 1      |
| 2006-07           | Баварія (Мюнхен)  | Бундесліга        | 23   | 1                                    | 3               | 0               | 2                    | 0                    | 9               | 0               | 37     | 1      |
| 2007-08           | Баварія (Мюнхен)  | Бундесліга        | 9    | 0                                    | 3               | 0               | 0                    | 0                    | 5               | 0               | 17     | 0      |
| 2008-09           | Баварія (Мюнхен)  | Бундесліга        | 0    | 0                                    | 0               | 0               | 0                    | 0                    | 0               | 0               | 0      | 0      |
| Всього            | Франція           | Франція           | 118  | 1\|\|\|\|\|\|\|\|\|\|18\|\|0\|\|\|\| |                 |                 |                      |                      |                 |                 |        |        |
| Всього            | Німеччина         | Німеччина         | 184  | 7                                    | 25              | 1               | 5                    | 0                    | 64              | 0               | 278    | 8      |
| Всього за кар'єру | Всього за кар'єру | Всього за кар'єру | 302  | 8\|\|\|\|\|\|\|\|\|\|82\|\|0\|\|\|\| |                 |                 |                      |                      |                 |                 |        |        |

*Включаючи Суперкубок УЄФА і Міжконтинентальний кубок.